# Попкьой
Попкьой (на турски: Kabahöyük) е село в Източна Тракия, Турция, Вилает Родосто.

## География
Селото се намира на 11 километра западно от Хайраболу.

## История
В началото на 20 век Попкьой е село в Хайреболска каза на Одринския вилает на Османската империя. Според статистиката на професор Любомир Милетич в 1912 година в Попкьой живеят помаци.